# Hőösszeg
A hőösszeg vagy növekedési foknap mértéke a mezőgazdaság szempontjából fontos. Úgy számítjuk ki, hogy összeadjuk a tenyészidőszak napjainak napi középhőmérsékleteit. A tenyészidőszak a fagymentes időszakot jelenti, amely hazánkban április elejétől szeptember végéig tart. Magyarország évi átlagos hőösszege 2900-3300 °C.